# Elisa Sednaoui

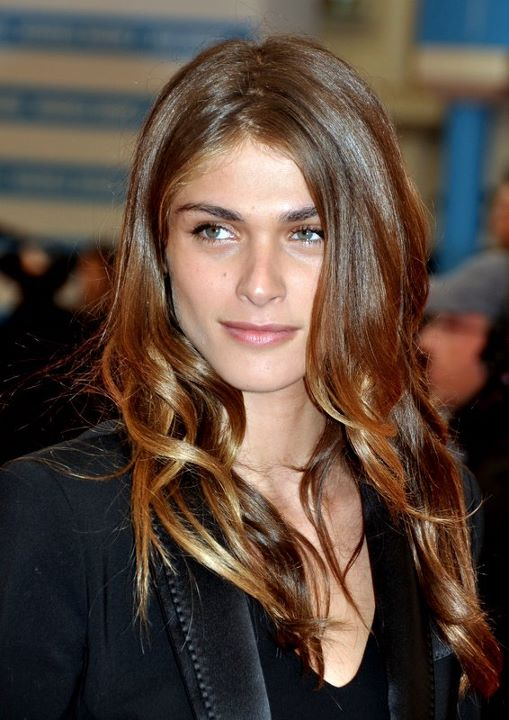
Elisa Sednaoui (2011)

Elisa Sednaoui (* 14. Dezember 1987 in Savigliano, Italien) ist eine italienisch-französische Schauspielerin und Model.

## Leben
Die gebürtige Italienerin Elisa Sednaoui verbrachte die ersten Lebensjahre in Ägypten zwischen Kairo und Luxor. Nach der Scheidung ihrer Eltern zog sie nach Paris. Mit ihrem Schulabschluss im Jahr 2006 begann sie in New York City zu modeln. Nach anfänglichen Modekampagnen für H&M und Victoria’s Secret debütierte sie 2008 auf dem Laufsteg für Dolce & Gabbana. Es folgten Werbekampagnen für Emilio Pucci, Diane von Fürstenberg, Armani und Chanel, sowie Coverbilder für Modemagazine wie Vogue, Vanity Fair und Elle.
Elisa Sednaoui debütierte 2009 in dem Kurzfilm Die einsame Bucht als Schauspielerin. An der Seite von Marc-André Grondin und Arthur Dupont hatte sie im Jahr 2010 ihr Spielfilmdebüt in der französischen Liebeskomödie Bus Palladium.
2013 gründete sie die Elisa Sednaoui Stiftung, eine gemeinnützige Organisation, mit der sie in Ägypten außerschulische kreative Lernprogramme für Jugendliche fördert. 2014 heiratete sie den Galeristen Alexander Dellal, Bruder von Alice Dellal. Das Paar hat zwei Söhne, geboren 2013 und 2017. Stéphane Sednaoui ist ihr Cousin.

## Filmografie
- 2009: Die einsame Bucht (La baie du renard) – Kurzfilm
- 2010: Bus Palladium
- 2010: Indigène d'Eurasie
- 2011: Das verflixte 3. Jahr (L’amour dure trois ans)
- 2012: The Legend of Kasper Hauser (La leggenda di Kaspar Hauser)
- 2013: Große Jungs – Forever Young (Les gamins)
- 2013: The Liberator (Libertador)
- 2014: Soap Opera
- 2015: Die Toten von Turin (Non uccidere) (Fernsehserie, Episode 1x02)